# Teden

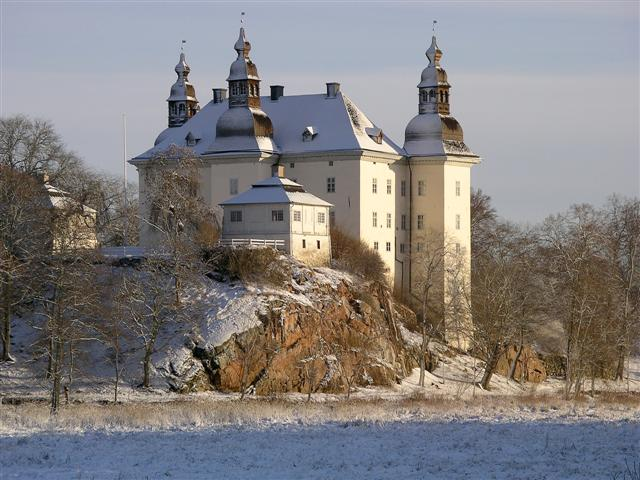
Ekenäs slott. I förgrunden ses mark som tidigare var sjöbotten.

Teden var en insjö i Östergötland. Idag är den delad i två sjöar, Norra Teden och Södra Teden som bildades genom att den sänktes under 1800-talets slut och 1900-talets början för att frigöra mer jordbruksmark. Norra Teden är grund och näringsrik, med såväl bladvassområde som kärrmarker. Avrinning till sjön Roxen. Norr om Teden ligger Ekenäs slott.